# Fluidbed-ondersteuningssysteem

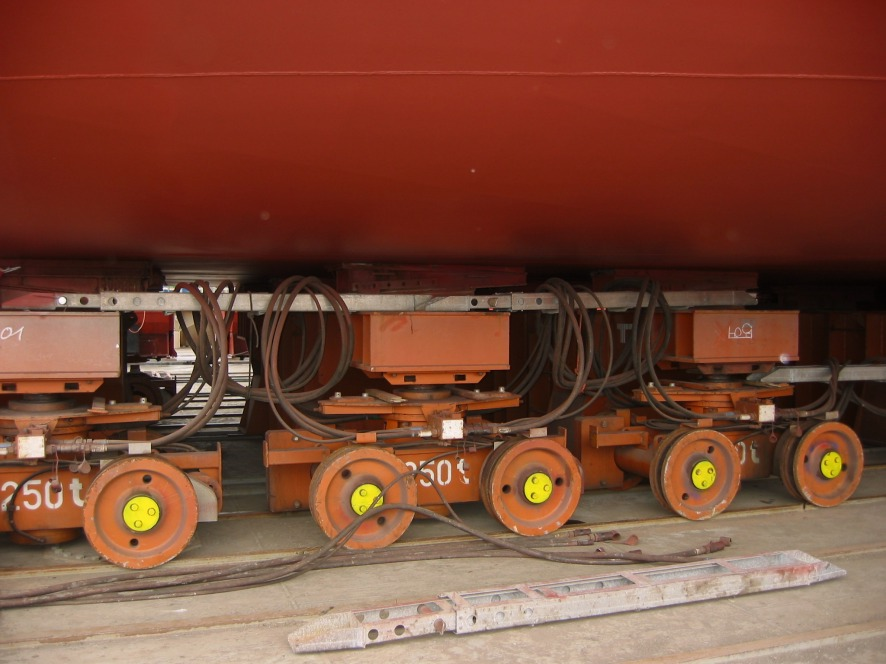
Deel van een fluid bed ondersteuning van een schip, cilinders ingebouwd in de trolleys.

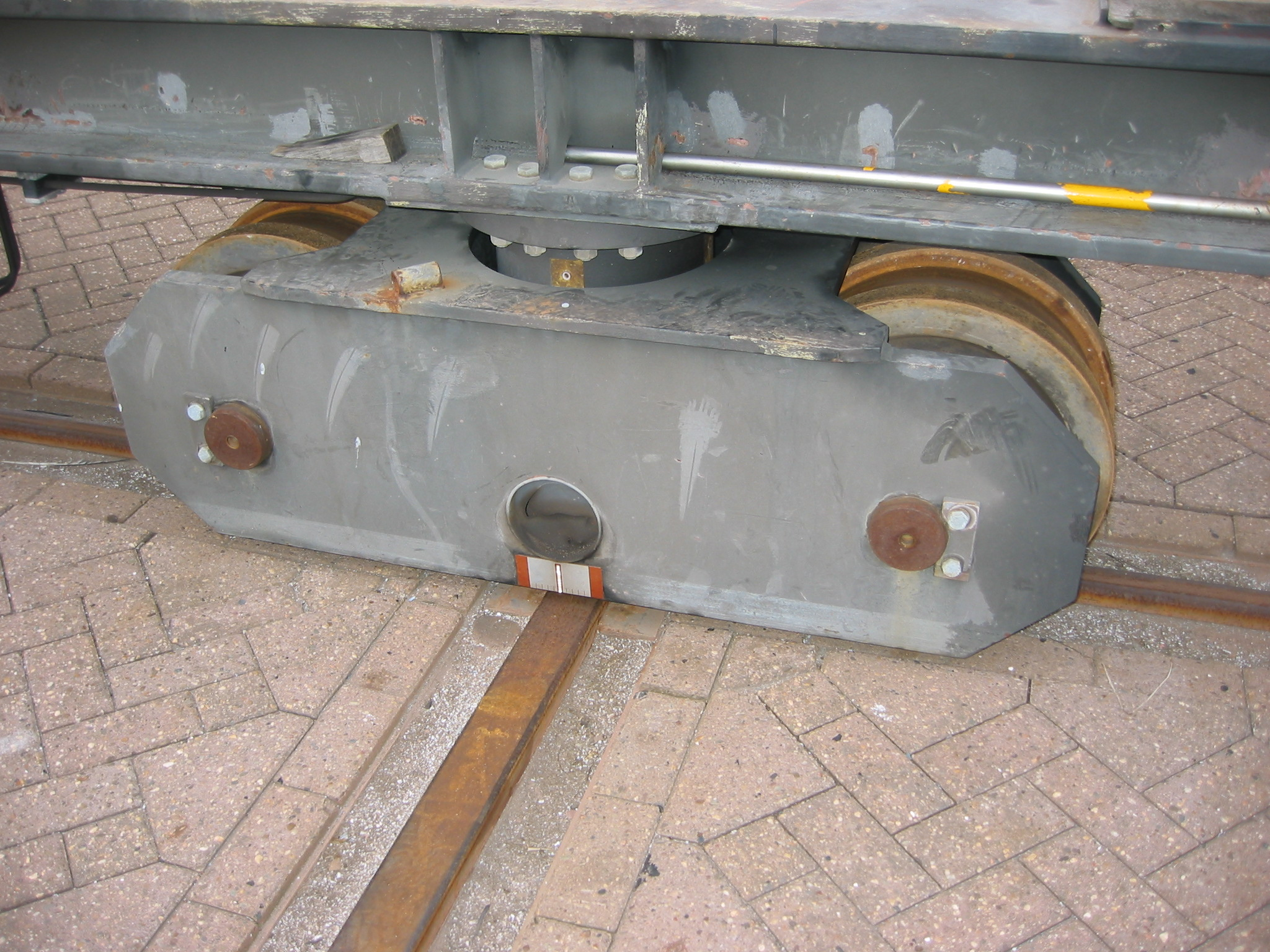
Deel van een fluid bed ondersteuning voor een marineschip. Dubbel wielstel met ingebouwde cilinder

Een Fluidbed-ondersteuningssysteem wordt gebruikt om omvangrijke, zware, stijve lasten zoals onderzeeboten op het droge, op een statisch bepaalde wijze te ondersteunen, zowel statisch, als bij verplaatsen.

## Het systeem
Een systeem is statisch bepaald als het ondersteund wordt op 3 punten. Het is bekend dat als een tafel of een stoel 4 poten heeft, het geheel vaak staat te wiebelen. Als de stoel en de tafel flexibel genoeg zijn, wordt bij belasting de vierde poot toch wel gebruikt. 
Bij omvangrijke stijve lasten als onderzeeboten, moeten alle ondersteuningspunten gebruikt worden, anders zal bij de wel gebruikte punten overbelasting optreden. Door het uitvullen van alle steunpunten kan overbelasting worden voorkomen. Als  nu een van die ondersteuningen bijvoorbeeld 3 mm verlaagd wordt, dan zal door de stijfheid van de last, deze ondersteuning geen belasting meer voelen. Andersom, als deze ondersteuning 3 mm verhoogd wordt, dan neemt de ondersteuningskracht enorm (wellicht ontoelaatbaar) toe. Dit wordt in de praktijk voorkomen door elasticiteit toe te passen in de ondersteuningen. Gaat men de last nu over rails, door middel van railwielen, verplaatsen, dan worden door allerlei oorzaken deze ondersteuningspunten verhoogd en verlaagd en variëren dus de krachten (enorm). Om dat nu te voorkomen, gebruikt men hydraulische vijzels of cilinders in de ondersteuningen. De hele last wordt  ondersteund door deze hydraulische cilinders in de ondersteuningen. Door deze hydraulische vijzels in (ideaal) 3 groepen te verdelen en binnen zo een groep kort te sluiten, bereiken we dat de kracht van elke ondersteuning binnen zo een groep gelijk is en ook gelijk blijft tijdens het transporteren (Wet van Archimedes).

## Piekdrukken en krachten
Piekdrukken en krachten worden zo voorkomen. Door een slimme indeling in groepen kan men bewerkstelligen dat de kracht in elke ondersteuning min of meer gelijk is. In de praktijk blijkt verdeling in 4 groepen praktischer, zonder dat de ondersteuning echt statisch onbepaald wordt.